# Cluny (krajka)

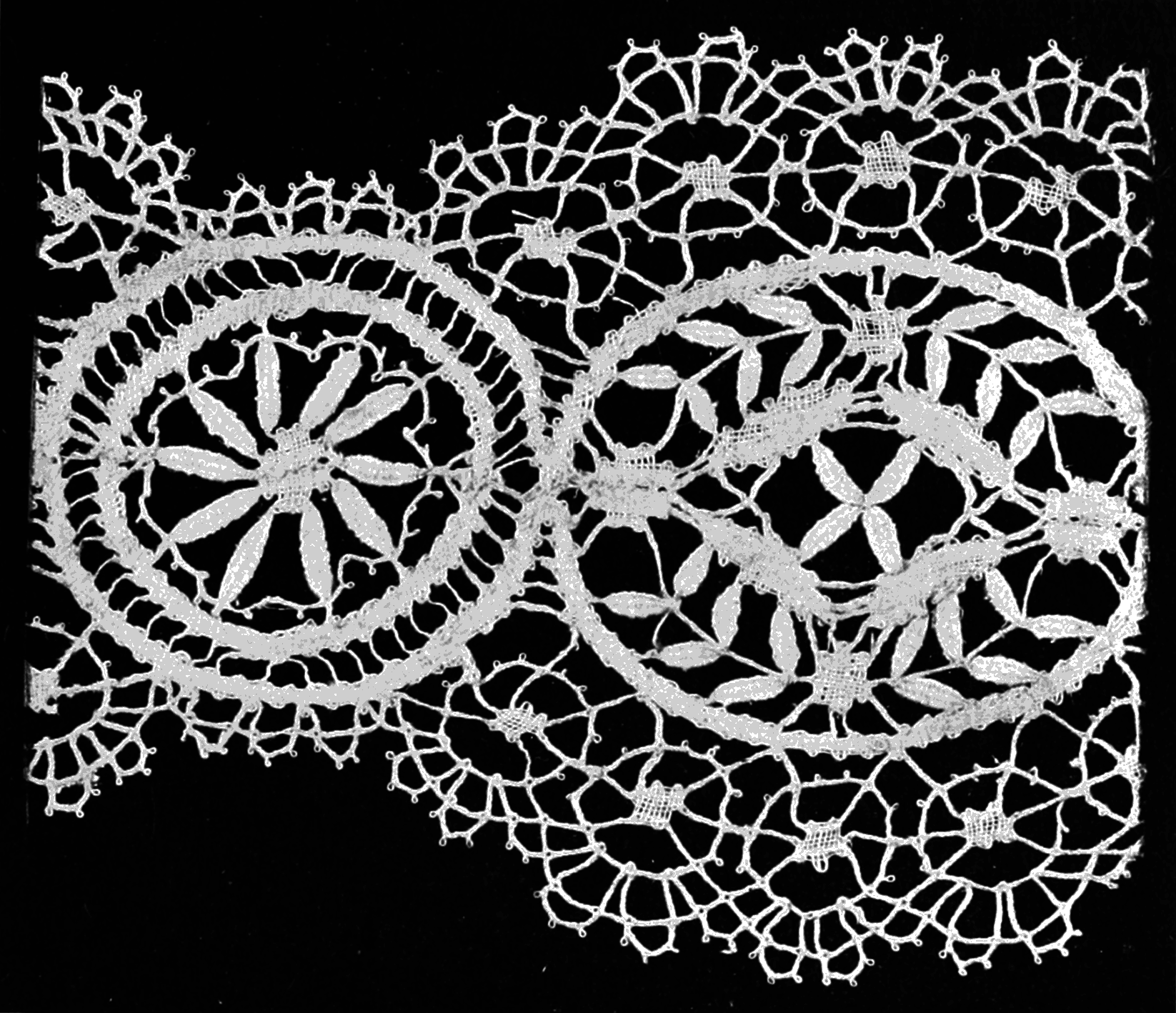
Ručně zhotovené cluny

Cluny je paličkovaná krajka s podkladem ze sítě s otvory čtvercového tvaru. Vzory znázorňují většinou zvířata nebo rostliny, jejich okraje jsou někdy tvořeny lesklou nití. Název je odvozen od slavného pařížského muzea starožitností Hôtel Cluny. 
Cluny vzniklo v 19. století inspirováno tři sta let starými vzorky. Krajka z hrubé lněné příze se používala hlavně na lemování ubrusů a ložního prádla. 
Věrné napodobeniny paličkované cluny se dají zhotovit na bobinetových strojích stejně jako valencienská krajka zvláštní technikou: Část osnovních nití a bobinetové niti jsou vedeny strojem jako osnova, kterou se kolmo provléká druhá část osnovních nití. Vzniká tak struktura velmi podobná tkanině v plátnové vazbě (viz Schöner).
Na začátku 21. století se bobinetové cluny vyrábí z bavlněné příze a z bavlny s příměsí (cca 5%) polyamidu jako lemovka s šířkách cca 2–20 cm 